# لنی هویزر
لُنی هویزر (آلمانی: Loni Heuser؛ ۲۲ ژانویه ۱۹۰۸ – ۶ مارس ۱۹۹۹) بازیگر اهل آلمان بود.
از فیلم‌هایی که وی در آن نقش داشته‌است، می‌توان به تصمیم قبل از شفق و مردی با قلم‌موی زرین اشاره کرد.